# SummerSlam (2005)
SummerSlam (2005) — щорічне pay-per-view шоу «SummerSlam», що проводиться федерацією реслінгу WWE. Шоу відбулося 21 серпня 2005 року в Верайзон-центр у м.Вашингтон, округ Колумбія, США. Це було 18 шоу в історії «SummerSlam». Вісім матчів відбулися під час шоу та ще один перед показом.